# 諾蘭島
諾蘭島（英語：Nolan Island）是南極洲的島嶼，位於瑪麗伯德地，處於科爾特嶺以北3.7公里的蘇茲貝格灣，長11公里，由美國研究隊發現和繪入地圖，現時由南極條約體系管理。